# Une femme au carrefour
Pour plus de détails, voir Fiche technique et Distribution.
Une femme au carrefour (Dream Girl) est un film américain en noir et blanc réalisé par Mitchell Leisen, sorti en 1948.

## Synopsis
Sujette à la rêverie, l'imagination de Georgie Allerton se met en branle quand elle tombe amoureuse du futur mari de sa sœur Miriam, Jim Lucas. Elle ferme les yeux et fantasme sur ce que serait la vie avec Jim. Elle ne prête pas d’intérêt à l'attention sincère que lui porte un journaliste honnête mais pauvre, Clark Redfield...

## Fiche technique
- Titre : Dream Girl
- Titre original : Une femme au carrefour
- Réalisation : Mitchell Leisen
- Scénario : Elmer Rice, Arthur Sheekman
- Producteur : P.J. Wolfson
- Société de production et de distribution : Paramount Pictures
- Musique : Victor Young
- Photographie : Daniel L. Fapp
- Montage : Alma Macrorie
- Costumes : Edith Head
- Pays d'origine : États-Unis
- Langue d'origine : anglais
- Format : noir et blanc - 35 mm - 1,37:1 - Son : Mono (Western Electric Recording)
- Genre : Comédie romantique
- Durée : 85 minutes
- Dates de sortie : 
  -  États-Unis : 27 juillet 1948
  -  France : 18 janvier 1950

## Distribution
- Betty Hutton : Georgiana Allerton
- Macdonald Carey : Clark Redfield
- Patric Knowles : Jim Lucas
- Virginia Field : Miriam Allerton Lucas
- Walter Abel : George Allerton
- Peggy Wood : Lucy Allerton
- Carolyn Butler : Claire Bleakley
- Lowell Gilmore : George Hand
- Zamah Cunningham : Mme Kimmelhoff (professeur de musique)
- Frank Puglia : Antonio
- Georgia Backus : Edna
- Charles Meredith : Charles